# Las Colinas Area Personal Transit System
El Las Colinas Area Personal Transit System es un sistema hectométrico que abastece al área de Las Colinas e Irving, ambos suburbios de Dallas, Texas. Inaugurado el 18 de junio de 1989, actualmente el sistema cuenta con 2 líneas y 4 estaciones.